# Jan Daniel Chowańczak

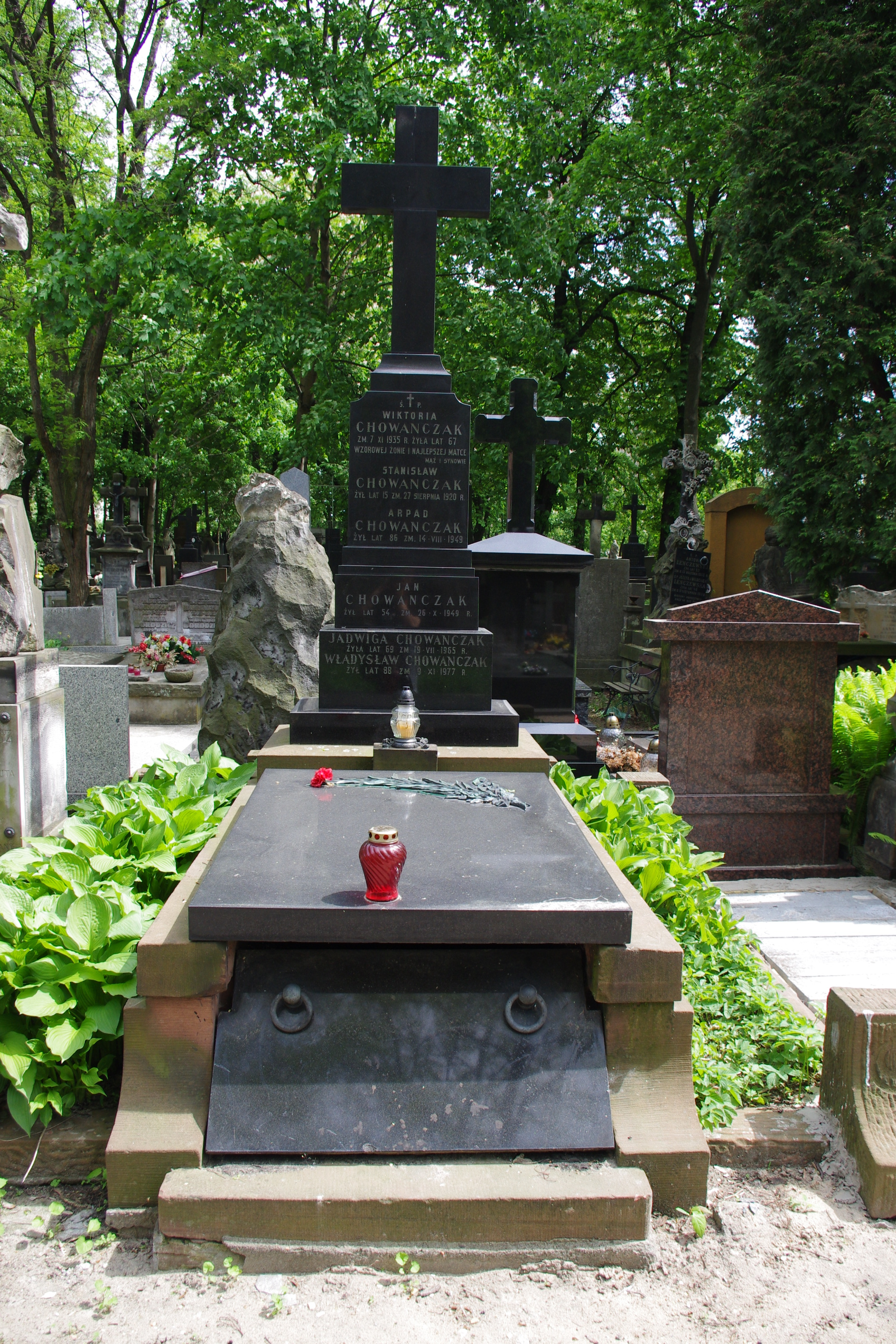
Grób przemysłowców Arpada Chowańczaka i jego synów Jana Daniela i Władysława Chowańczaków na Starych Powązkach w Warszawie

Jan Daniel Chowańczak (ur. 30 września 1895 w Warszawie, zm. 26 października 1949 tamże) – polski przemysłowiec i kupiec, wspólnie z ojcem Arpadem Chowańczakiem i bratem Władysławem prowadził renomowany sklep kuśnierski A. Chowańczak & Swie przy Krakowskim Przedmieściu 17 w Warszawie. Po agresji Niemiec na Polskę we wrześniu 1939 r., współpracował z prezydentem Warszawy Stefanem Starzyńskim, podczas organizacji obrony stolicy. W swojej willi na Mokotowie, ukrywał żydowskie rodziny przedwojennych pracowników firmy, a w sklepie organizował tajne komplety. Przed wybuchem powstania warszawskiego z własnych środków dokonywał zakupów broni, na potrzeby przyszłych walk. Aresztowany przez Niemców, został wywieziony do obozu koncentracyjnego w Buchenwaldzie. Pochowany na cmentarzu Powązkowskim w Warszawie (kwatera 166-6-19/20).
Od kilku lat z inicjatywy Dr Marcosa Resnizkyego ze Stowarzyszenia Polsko-Żydowskiego w Argentynie, trwają starania o zasadzenie drzewka upamiętniającego Jana Daniela Chowańczaka w alei Pamięci jerozolimskiego instytutu Jad Waszem.